# Opolski Klub Fantastyki Fenix

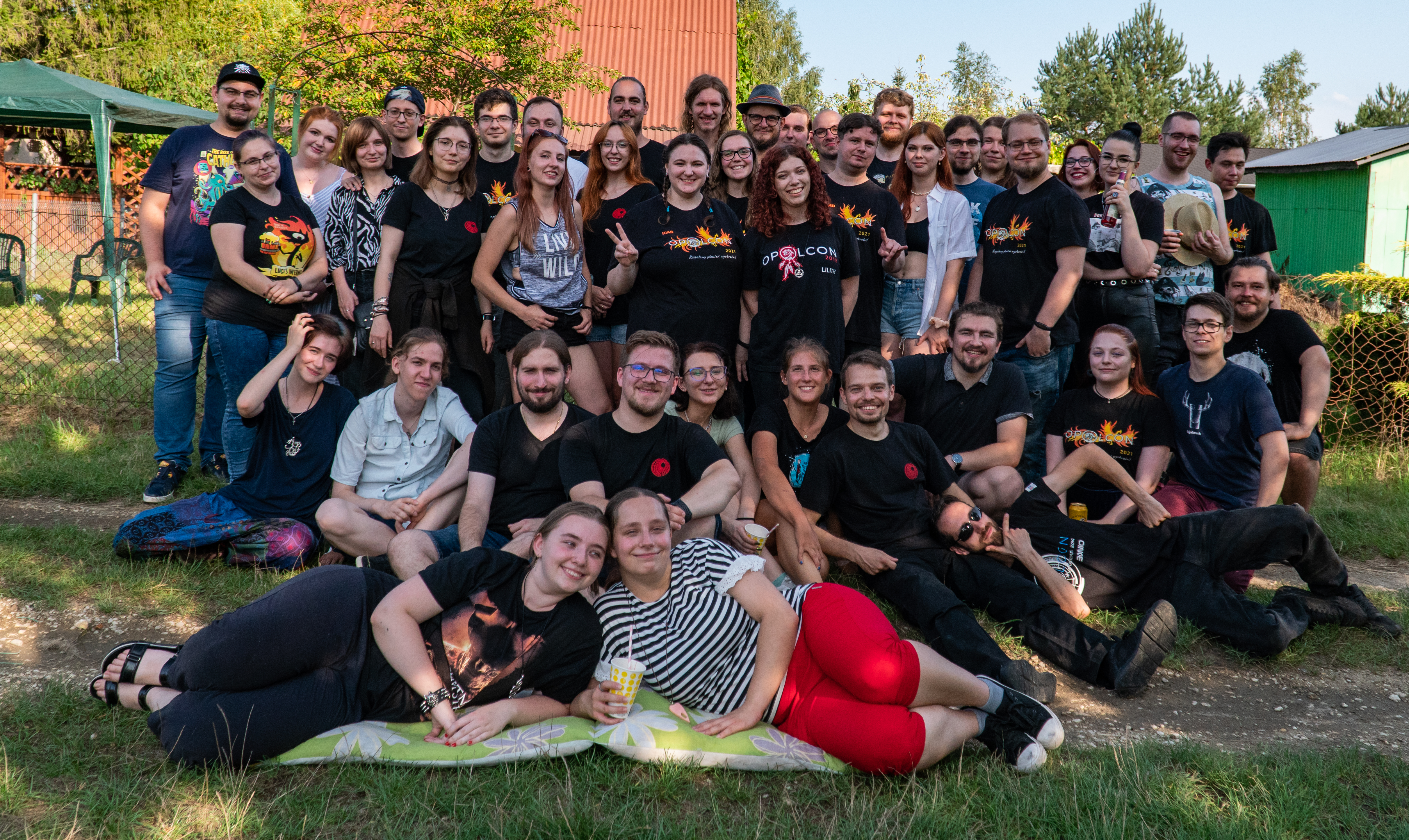
Członkowie Opolskiego Klubu Fantastyki Fenix w trakcie świętowania 18 lat istnienia klubu.

Opolski Klub Fantastyki Fenix (Stowarzyszenie OKF Fenix) – Klub fantastyki powstały w Opolu w 2004 roku zrzeszający fanów z Opola i okolic. W 2014 roku został zarejestrowany jako Stowarzyszenie OKF Fenix. Najważniejszymi działaniami są: Festiwal Fanów Fantastyki Opolcon, Opolskie Spotkania Fantastyczne, konkurs literacki „Literacki Fenix”. Organizacja wydaje także niskonakładowo oraz online czasopismo: „O!Fka. Literacki Kwartalnik Fantastyczny”, który jest pierwszym czasopismem fantastycznym wydawanym w Opolu w XXI wieku. Klub jest członkiem Związku Stowarzyszeń „Fandom Polski”.
Klub organizuje w Opolu wiele wydarzeń związanych z szeroko pojętą fantastyką. Pierwszą inicjatywą tego typu były Opolskie Spotkania Fantastyczne, które odbyły się w 2011 r., czyli jednodniowe konwenty, na których uczestnicy mogą wziąć udział w panelach, konkursach i spotkaniach z autorami. W trakcie tego wydarzenia ma miejsce również Gala Literackiego Fenixa, podczas której można poznać wyniki konkursu literackiego „Literacki Fenix” (organizowanego przez Klub od 2012 r.) na opowiadanie fantastyczne dla osób ze szkół podstawowych oraz ponadpodstawowych z terenu Opolszczyzny.
W 2013 r. Klub podjął się organizacji o wiele większego wydarzenia - Festiwalu Fantastyki Opolcon. Jest to największy darmowy konwent fanów fantastyki w Polsce, który przed kilkoma laty odbywał się w trzecim tygodniu listopada, a aktualnie przypada na trzeci weekend września. Opolcon jest wydarzeniem cyklicznym, odbywającym się raz do roku, i trwa cały weekend. Na nim wszyscy zainteresowani mogą brać udział w warsztatach, panelach, konkursach, spotkaniach z autorami, spędzić czas przy grach planszowych czy RPG, ale przede wszystkim za darmo skorzystać z noclegu i wszelkich atrakcji trzy dni z rzędu. Od 2014 r. Klub organizuje również Dni Grania w RPG i Planszówki, które odbywają się cyklicznie raz w miesiącu i pomagają popularyzować gry fabularne oraz planszowe. 
W 2019 r. w Klubie zaczęła działać Sekcja Literacka, w której młodzi pisarze pracują nad swoim warsztatem pisarskim i wymieniają się wiedzą oraz uwagami nt. swoich prac. Aktualnie Sekcja liczy niemalże dwudziestu członków i wciąż się rozrasta. Osoby będące członkami Sesji biorą również udział w konkursach literackich i osiągają 
Opolski Klub Fantastyki Fenix zawsze był i nadal jest otwarty na współpracę oraz pomoc. Od wielu lat jego członkowie angażują się we wsparcie organizacji wydarzeń fantastycznych odbywających się w Opolu i na Opolszczyźnie, a także jeżdzą na inne konwenty w Polsce, by działać tam jako wolontariusze, nawiązywać nowe znajomości i wymieniać się doświadczeniami. 